# Rhynchotus
A Rhynchotus a madarak osztályának tinamualakúak (Tinamiformes) rendjébe és a tinamufélék (Tinamidae) családjába tartozó nem.

## Rendszerezésük
A nemet Johann Baptist von Spix német biológus írta le 1825-ben, jelenleg az alábbi 2 faj tartozik ide:
- pampatinamu (Rhynchotus rufescens)
- Rhynchotus maculicollis

## Előfordulásuk
Dél-Amerika területén honosak. A természetes élőhelyük szubtrópusi vagy trópusi száraz szavannák, legelők és cserjések. Állandó, nem vonuló fajok.

## Megjelenésük
Testhosszuk 39-42,5 centiméter közötti.

## Életmódjuk
Rovarokkal és növényi anyagokkal táplálkoznak.